# Xhevahir Sukaj
Xhevahir Sukaj ou  Xhevair Sukaj est un footballeur international albanais né le 5 octobre 1987 à Shkodër. Il joue au poste de milieu de terrain.

## Carrière
- juillet 2004-juin 2005 : KS Vllaznia Shkodër
- juillet 2005-juin 2006 : KS Elbasani
- juillet 2006-août 2008 : KS Vllaznia Shkodër
- septembre 2008-juin 2009 : Hacettepe SK [1]

## Sélections
- 1 sélection et 0 but avec l'équipe d'Albanie en 2008.